# カルノータ

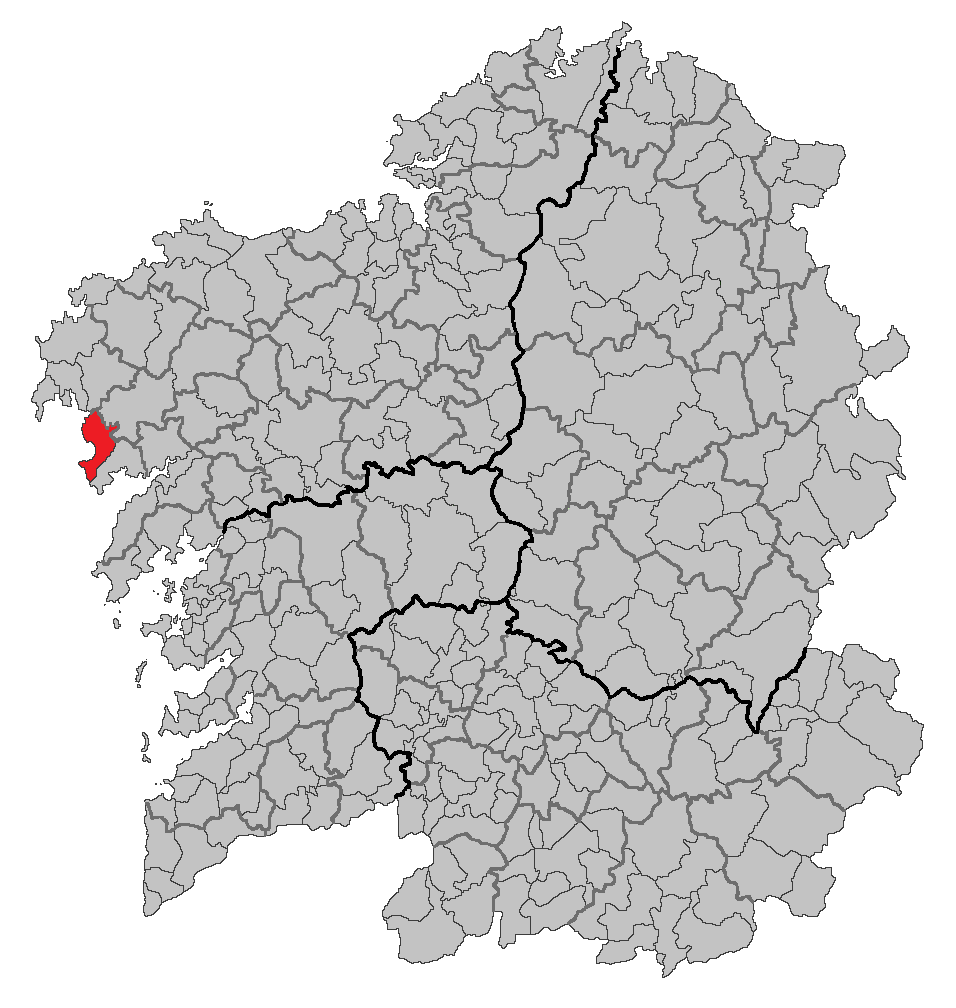

カルノータ（Carnota）は、スペイン、ガリシア州、ア・コルーニャ県の自治体。コマルカ・デ・ムーロスに属する。ガリシア統計局によると、2011年の人口は4,834人（2010年：4,904人。2009年：4,938人、2008年：4,958人、2007年：5,017人、2006年：5,112人、2005年：5,244人、2004年：5,285人、2003年：5,421人）となっている。
ガリシア語話者の自治体人口に占める割合は99.33%（2001年）。

## 地理
カルノータは北はドゥンブリーアと、北東はマサリコスと、南はムーロスの各自治体と接する。西は大西洋に面している。
カルノータはムーロス司法管轄区に属す。

### 人口
住民は5の教区の51の地区（集落）に居住する。
| カルノータの人口推移 1900－2010                         |
|                                                         |
| 出典:INE（スペイン国立統計局）1900年 - 1991年、1996年 - |

## 政治
自治体首長はガリシア民族主義ブロック（BNG）のラモン・ノセーダ・カーマーニョ（Ramón Noceda Caamaño）、自治体評議員はガリシア国民党（PPdeG）：5、ガリシア民族主義ブロック：4、ガリシア社会党（PSdeG-PSOE）：2となっている（2011年5月22日の自治体選挙結果、得票順）。
| 1999年6月13日自治体選挙 |        |        |          |
| 政党                    | 得票数 | 得票率 | 獲得議席 |
| PPdeG                   | 1,598  | 47.28% | 6        |
| BNG                     | 1,229  | 36.36% | 5        |
| PSdeG-PSOE              | 473    | 13.99% | 2        |
| DG                      | 59     | 1.75%  | 0        |

| 2003年5月25日自治体選挙 |        |        |          |
| 政党                    | 得票数 | 得票率 | 獲得議席 |
| PPdeG                   | 1,636  | 47.57% | 6        |
| BNG                     | 972    | 28.26% | 4        |
| PSdeG-PSOE              | 798    | 23.20% | 3        |

| 2007年5月27日自治体選挙 |        |        |          |
| 政党                    | 得票数 | 得票率 | 獲得議席 |
| PPdeG                   | 1,589  | 48.01% | 7        |
| BNG                     | 863    | 26.07% | 3        |
| PSdeG-PSOE              | 811    | 24.50% | 3        |

| 2011年5月22日自治体選挙 |        |        |          |
| 政党                    | 得票数 | 得票率 | 獲得議席 |
| PPdeG                   | 1,386  | 44.49% | 5        |
| BNG                     | 1,043  | 33.48% | 4        |
| PSdeG-PSOE              | 637    | 20.45% | 2        |

## 教区
カルノータは5つの教区に分けられる。
- ラリーニョ（サン・マルティーニョ）
- リーラ（サンタ・マリーア）
- オ・ピンド（サン・クレメンテ）
- サン・マメーデ・デ・カルノータ（サン・マメーデ）
- サンタ・コンバ・デ・カルノータ（サンタ・コンバ）